# Raul (rei dos Francos)
Raul (c. 890 – 14 de janeiro de 936) foi o Rei da Francia Ocidental de 923 até sua morte. Era filho de Ricardo, Duque da Borgonha, e sua esposa Adelaide de Auxerre, herdando o Ducado da Borgonha de seu pai em 921. Ele se casou com Ema da França, filha do rei Roberto I.

## O nome do rei
Os textos originais em latim chamam todos e apenas rei Rodulfus, seja Rodolfo (este nome vem da família de sua mãe Adelaide, uma Guelfo da Burgonha, e este é o nome de seu tio materno). Raul vem do franco rad (conselho) e wulf (lobo), enquanto Rodolfo vem de hrod (glória) e wulf (lobo). A semelhança fonética desses dois primeiros nomes de origem germânica levou a confundi-los: o rei era na verdade chamado de Rodolfo e é tradicionalmente chamado de Raul, um tanto abusivamente.

## Origem familiar
Raul é um membro da família Bivinidas (além disso, ele é guelfo por sua mãe e, provavelmente, Bosonide por sua avó paterna). Ele é o filho de Ricardo II da Borgonha, diti Ricardo, o Justiceiro, duque da Borgonha, e Adelaide de Borgonha, filha de Conrado II da Borgonha (um Guelfo). Ele é sobrinho de Rodolfo I da Borgonha, Carlos II, o Calvo (por casamento) e do Rei Bosão V da Provença, sendo sua mãe a irmã do rei Rudolfo I da Borgonha e seu pai irmão do rei Bosão V Provença e Riquilda das Ardenas, concubina e segunda esposa de Carlos II, o Calvo. Ele é genro do rei Roberto I ou primo germânico do imperador Luís, o cego, e do rei Rudolfo II. Mas é o único rei da França que não se relaciona diretamente com nenhuma das três grandes famílias reais francas: os merovíngios, os carolíngios e os robertianos - embora tenha sido avançada a hipótese de que Raul pudesse estar ligado agnicamente a Jerome (filho de Charles Martel) e, portanto, pertence a um ramo colateral dos carolíngios - é no entanto ele, cunhado do Hugo, o Grande e genro do rei Roberto I, que é eleito rei dos francos.

## A ascensão ao trono
Em 921, ele sucedeu a seu pai e tornou-se duque da Borgonha, conde de Auxerre, conde de Autun e Avallon, abade laico de Saint-Germain d'Auxerre e Saint-Colombe de Saint-Denis-lès-Sens.
Ele se casa com Ema, filha do rei Roberto I e irmã do duque franco Hugo, o Grande. Ema também é a meia-irmã de Adelia, a esposa do conde Herberto II de Vermandois. Com a morte de Roberto I na batalha de Soissons em 15 de junho de 923, os grandes do reino, não querendo devolver a coroa a Carlos III, O Simples, escolhem-no como rei. De fato, seu cunhado Hugo, o Grande, recusou o título de medo em abandonar osseus condados e perder a sua influência sobre os grandes. A 13 de julho de 923, Raul é coroado na abadia Saint-Médard de Soissons.
De seu casamento com Ema, ele teve um filho chamado Luís que morreu em 934.

## Um começo de reinado contestado marcado pela luta contra os invasores normandos (923-929)
Durante os primeiros anos de seu reinado, Raul, apesar das qualidades reais, encontrou dificuldades para ser reconhecido como rei pelos grandes vassalos, especialmente porque Herberto II de Vermandois tem um meio de pressão precioso na medida em que ele mantém prisioneiro Carlos, o Simples, desde 17 de julho de 923 e, regularmente, ameaça libertá-lo.
Em 924, foi forçado a lutar nas margens do Oise, os normandos de Rolão, que Carlos III, o simples, havia chamado em seu socorro antes que Herbert II, de Vermandois, não o fizesse prisioneiro. Perseguido na Normandia, Rolão pede para negociar a paz; em troca de parar suas incursões, ele recebe o Hiémois e o Bessin.
Enquanto Raul é retido no norte da França, a 6 de dezembro de 924, os condes Garnier de Sens, Manasses de Dijon, com os bispos Josselin de Langres e Ansegise de Troyes, infligiram uma severa derrota a Ragenold de Nantes, outro líder viking que depois de ter se aventurado até à Borgonha, retirou-se para o norte, carregado de espólio, na batalha de Calaus mons (que talvez seja Chalmont, entre Milly-la-Forêt e Barbizon, ou Chalaux, no rio do mesmo nome, na Nièvre, ou na foz do Arconce perto do lugar chamado Caro, agora Carrouges).

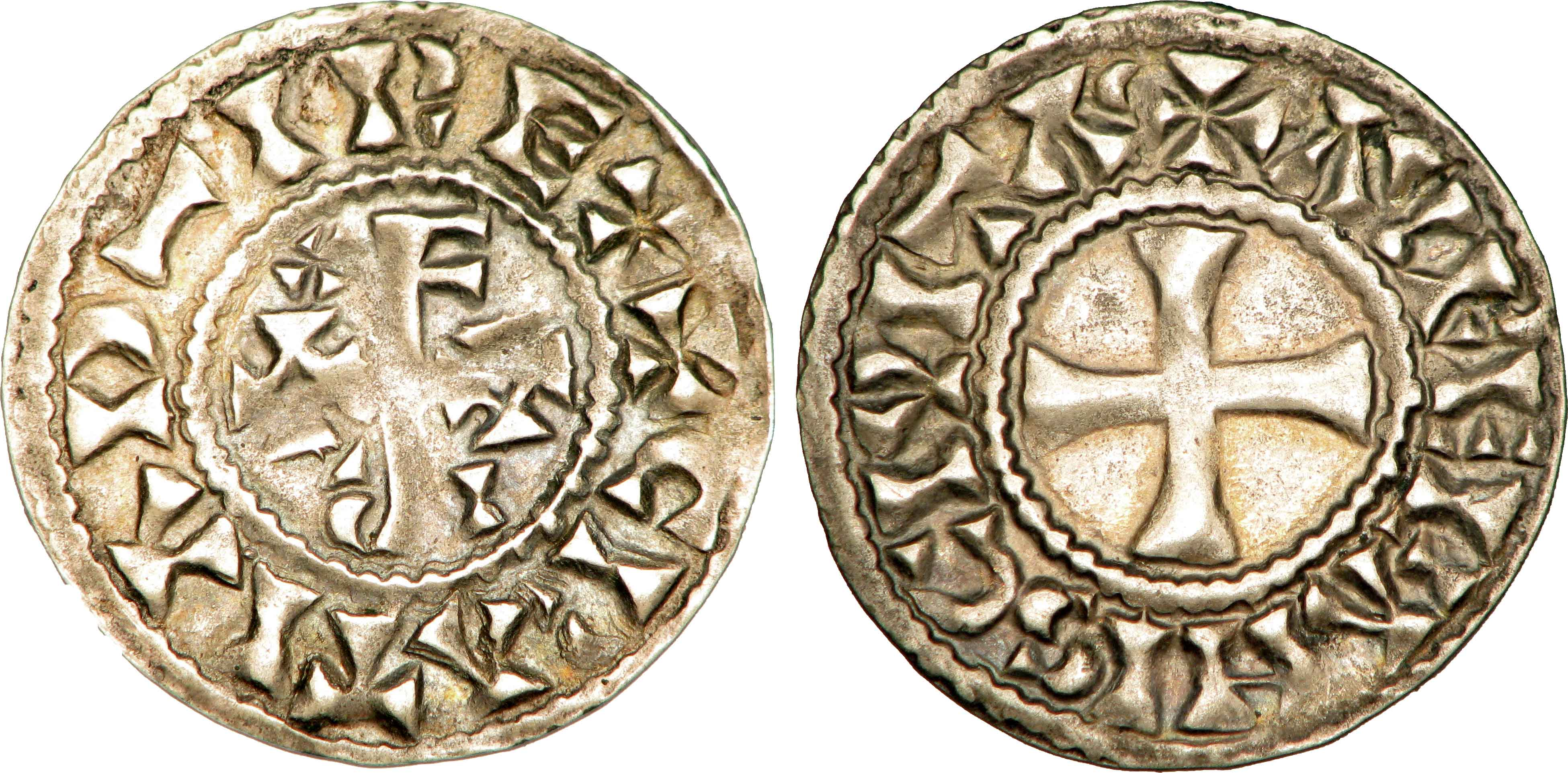
Moeda de Raul de França

No verão de 925, Raul conseguiu reunir um grande exército para lutar contra os normandos que quebraram a paz novamente. Com a ajuda de Herberto II de Vermandois, Helgaud de Ponthieu, Arnulfo I de Flandres e seu irmão Adalolfo de Bolonha, ele conseguiu uma grande vitória em Eu, que fez muitas vítimas nas fileiras inimigas. Mas no ano seguinte, os normandos minam a hoste real na batalha de Fauquembergues no Aa, perto de Thérouanne, entre Saint-Omer e Montreuil. Durante esta batalha, enquanto o conde Helgaud de Ponthieu foi morto, Raul ficou tão gravemente ferido que foi forçado a fugir dos combates e retornar a Laon. Os vencedores têm o campo livre para saquear o país até as fronteiras da Lorena.
Após a morte do Conde Roger I de Laon em 926, Herbert II de Vermandois reivindicou o condado de Laon para Eudes, seu filho mais velho. Ele se instala lá contra a vontade inicial de Raoul que finalmente cede no temor de que Herbert II de Vermandois não libere Carlos III Simples que mantém sempre prisioneiro com Peronne. Esse medo desaparece em 7 de outubro de 929, o dia em que se vê a morte do ex-rei Carlos III, o Simples, após vários anos de cativeiro.

## Um fim de reinado marcado pela consolidação do reinado e pela luta contra as últimas invasões (930-936)
Em 930, Raul recebeu a homenagem de Guillherme Espada Longa, filho e sucessor de Rolão, seu pai. No entanto, ele teve de conceder-lhe Cotentin. Nesse mesmo ano, Herberto II de Vermandois tomou o castelo de Vitry-en-Perthois pertencente a Bosão, irmão mais novo do rei Raul. Este último, então, aliou-se ao seu cunhado Hugo, o Grande, para combater Herberto II de Vermandois. Em 931, eles entraram em Reims e expulsaram o arcebispo Hugo, filho de Herberto II de Vermandois. Herberto II de Vermandois é obrigado no início a cceder Vitry, Laon, Chateau-Thierry e Soissons, mas recebendo ajuda de Henrique I, ele assola a região em torno de Reims e Laon. Finalmente e em troca de sua submissão, Raul retorna-lhe seus domínios, exceto Reims, Chateau-Thierry e Laon.
Em 935, ele derrotou outro invasor do leste, os húngaros que apareceram em Champanhe e Borgonha. A partir desta data, o reino será temporariamente poupado de invasões.
Raul também tinha uma política no leste de seu reino, visando estender sua influência e fazer-se respeitar. Em 923, a pedido de nobres francófilos lotaringios, ele pretende a sucessão do reino de Lotaringia, cujo último rei foi Carlos, o Simples, para contrariar as ambições de Henrique I, o Passarinheiro da Germânia. Ele atravessa o Mosa e vai para Saverne na Alsácia. Mas ele teve de desistir quando toda a Lotaríngia, em 925, estiva sob a autoridade de Henrique, o Passarinheiro. Além disso, ele intervém em 931/932 nos assuntos da Borgonha-Provença, apoiando Carlos Constantino, filho de Luís, o Cego, que salva seu condado de Vienne sem voltar ao reino paterno de Borgonha-Arles.

## Morte e enterro
A 15 de janeiro de 936 janeiro, após treze anos de difícil reinado, o rei, doente desde o Outono de 935, morre em Auxerre, com pediculose corporal, proliferação de piolhos, piolhos pubianos e vermes em o corpo todo. Ele é enterrado na igreja da abadia de Sainte-Colombe perto de Sens, onde ainda se pode ver na cripta o seu sarcófago vazio e abandonado. Ele é enterrado com seu pai em frente ao grande altar, nesta igreja que ele enriqueceu, mas também aumentou muitos bens. Sua tumba consistia de uma estátua do rei sustentada por quatro colunas de pedra. Na parte inferior estava gravado em caracteres góticos: Radulphus, Rex. Ele foi saqueado pelos protestantes durante as guerras religiosas, depois restabelecido após sua partida no coro. Em 1721, durante o trabalho na igreja foi descoberto debaixo do monumento uma parede espessa e um cofre em forma de berço, construído em cimento duro. Escavações foram realizadas, mas apenas um pouco de poeira foi encontrado. Eram as cinzas do rei Raul. Finalmente, em 1792, os últimos vestígios do monumento desapareceram.

## Sucessão
Não tendo filhos em condições de herdar, seu irmão, Hugo,o Negro, o sucede à frente do ducado da Borgonha. Pela mesma razão, quando Raul morreu, Hugo, o Grande, apelou para o legítimo herdeiro da dinastia carolíngia, Luís IV. Este último, uma vez reintegrado ao trono, dá a Hugo a confirmação de seu cargo e o título de Duque dos Francos. Hugo, o Grande, renuncia a procurar o trono para si mesmo, não tendo, então, nenhum filho ou irmão a quem confiar suas honras e seus bens: tornar-se rei seria enfraquecer-se. Outra hipótese, não contraditória, é evitar a oposição de outros grandes senhores do reino, em particular Hugo, o Negro e Herberto II de Vermandois.